# Cyclosa centrodes
Cyclosa centrodes är en spindelart som först beskrevs av Tord Tamerlan Teodor Thorell 1887.  Cyclosa centrodes ingår i släktet Cyclosa och familjen hjulspindlar. Inga underarter finns listade i Catalogue of Life.